# Put Me in the Picture
Put Me in the Picture è il quarto ed ultimo singolo del gruppo musicale inglese Merton Parkas, pubblicato nel 1979 dalla Beggars Banquet Records.

## Musicisti
- Danny Talbot - Cantante e Chitarrista
- Mick Talbot - tastierista e Cantante
- Neil Wurrel - Bassista
- Simon Smith - Batterista